# Albanien i olympiska vinterspelen 2006
Albanien skickade en deltagare för att delta i olympiska vinterspelen 2006 i Turin i Italien, som hölls mellan den 10-26 februari 2006. Detta var landets första deltagande i ett vinter-OS. Albanien skickade skidåkaren Erjon Tola, som tävlade i tre grenar i alpin utförsåkning, endast 19 år gammal. Han var även fanbärare för både öppningsceremonin och avslutningsceremonin.

## Medaljer
|          | Guld | Silver | Brons | Total |
| -------- | ---- | ------ | ----- | ----- |
| ALBANIEN | 0    | 0      | 0     | 0     |

## Deltagande och placeringar

### Alpin utförsåkning
Storslalom herrar
- Erjon Tola - 35:e plats

Slalom herrar
- Erjon Tola - körde ur i första åket

Super G herrar
- Erjon Tola - 56:e plats